# Grahame King
Grahame King (* 23. Februar 1915 in Melbourne, Australien; † 11. Oktober 2008 ebenda) war ein australischer Grafiker und Lehrer, der in den 1930er Jahren die Farbfotografie auf Lithographien und die Farbentwicklung in der Druckindustrie in Australien maßgeblich beeinflusste. Grahame King unterwies als Lehrer grafische Techniken an der Royal Melbourne Institute of Technology von 1966 bis 1988. Für seine Leistungen wurde er mit dem Order of Australia im Jahre 1991 ausgezeichnet.

## Leben und Arbeit
King studierte am Working men College und an der Old National Gallery Art School in den Jahren von 1939 bis 1942 und er war anschließend in der Australischen Armee, wo er als Grafiker an Bedienungsanweisungen und schriftlichen Instruktionen bis ins Jahr 1946 arbeitete. 1945 wurde Grahame Mitglied in der Victorian Artist Society und wurde dessen Sekretär und Ausstellungsleiter. Anschließend ging er nach England an das Abbey Arts Centre in Hertfordshire, wo er sich mit Malerei befasste. In diesem Zentrum waren auch die australischen Künstler Leonard French, James Gleeson und Robert Klippel, wie auch seine spätere Frau, die Bildhauerin Inge King, die er im Jahre 1950 heiratete.
In der Mitte der 1960er Jahre war Grahame King der bekannteste australische Grafiker und bildete am Royal Melbourne Institute of Technology Graphiker aus.